# Croatia Open Umag
Croatia Open Umag – męski turniej tenisowy kategorii ATP Tour 250 zaliczany do cyklu ATP Tour. Rozgrywany na kortach ceglanych w chorwackim Umagu od 1990 roku.

## Mecze finałowe

### Gra pojedyncza
| Rok  | Zwycięzca                                    | Finalista                                    | Wynik                                        |
| 2025 | Luciano Darderi                              | Carlos Taberner                              | 6:3 6:3                                      |
| 2024 | Francisco Cerúndolo                          | Lorenzo Musetti                              | 2:6, 6:4, 7:6(5)                             |
| 2023 | Alexei Popyrin                               | Stan Wawrinka                                | 6:7(5), 6:3, 6:4                             |
| 2022 | Jannik Sinner                                | Carlos Alcaraz                               | 6:7(5), 6:1, 6:1                             |
| 2021 | Carlos Alcaraz                               | Richard Gasquet                              | 6:2, 6:2                                     |
| 2020 | Turniej anulowano z powodu pandemii COVID-19 | Turniej anulowano z powodu pandemii COVID-19 | Turniej anulowano z powodu pandemii COVID-19 |
| 2019 | Dušan Lajović                                | Attila Balázs                                | 7:5, 7:5                                     |
| 2018 | Marco Cecchinato                             | Guido Pella                                  | 6:2, 7:6(4)                                  |
| 2017 | Andriej Rublow                               | Paolo Lorenzi                                | 6:4, 6:2                                     |
| 2016 | Fabio Fognini                                | Andrej Martin                                | 6:4, 6:1                                     |
| 2015 | Dominic Thiem                                | João Sousa                                   | 6:4, 6:1                                     |
| 2014 | Pablo Cuevas                                 | Tommy Robredo                                | 6:3, 6:4                                     |
| 2013 | Tommy Robredo                                | Fabio Fognini                                | 6:0, 6:3                                     |
| 2012 | Marin Čilić                                  | Marcel Granollers                            | 6:4, 6:2                                     |
| 2011 | Ołeksandr Dołhopołow                         | Marin Čilić                                  | 6:4, 3:6, 6:3                                |
| 2010 | Juan Carlos Ferrero                          | Potito Starace                               | 6:4, 6:4                                     |
| 2009 | Nikołaj Dawydienko                           | Juan Carlos Ferrero                          | 6:3, 6:0                                     |
| 2008 | Fernando Verdasco                            | Igor Andriejew                               | 3:6, 6:4, 7:6(4)                             |
| 2007 | Carlos Moyá                                  | Andrei Pavel                                 | 6:4, 6:2                                     |
| 2006 | Stan Wawrinka                                | Novak Đoković                                | 6:6 krecz                                    |
| 2005 | Guillermo Coria                              | Carlos Moyá                                  | 6:2, 4:6, 6:2                                |
| 2004 | Guillermo Cañas                              | Filippo Volandri                             | 7:5, 6:3                                     |
| 2003 | Carlos Moyá                                  | Filippo Volandri                             | 6:4, 3:6, 7:5                                |
| 2002 | Carlos Moyá                                  | David Ferrer                                 | 6:3, 6:2                                     |
| 2001 | Carlos Moyá                                  | Jérôme Golmard                               | 6:4, 3:6, 7:6(2)                             |
| 2000 | Marcelo Ríos                                 | Mariano Puerta                               | 7:6(1), 4:6, 6:4                             |
| 1999 | Magnus Norman                                | Jeff Tarango                                 | 6:2, 6:4                                     |
| 1998 | Bohdan Ulihrach                              | Magnus Norman                                | 6:3, 7:6(0)                                  |
| 1997 | Félix Mantilla                               | Sergi Bruguera                               | 6:3, 7:5                                     |
| 1996 | Carlos Moyá                                  | Félix Mantilla                               | 6:0, 7:6(4)                                  |
| 1995 | Thomas Muster                                | Carlos Costa                                 | 3:6, 7:6(5), 6:4                             |
| 1994 | Alberto Berasategui                          | Karol Kučera                                 | 6:2, 6:4                                     |
| 1993 | Thomas Muster                                | Alberto Berasategui                          | 7:5, 3:6, 6:3                                |
| 1992 | Thomas Muster                                | Franco Davín                                 | 6:1, 4:6, 6:4                                |
| 1991 | Dmitrij Polakow                              | Javier Sánchez                               | 6:4, 6:4                                     |
| 1990 | Goran Prpić                                  | Goran Ivanišević                             | 6:3, 4:6, 6:4                                |

### Gra podwójna
| Rok  | Zwycięzcy                                    | Finaliści                                    | Wynik                                        |
| 2025 | Romain Arneodo Manuel Guinard                | Patrik Trhac Marcus Willis                   | 7:6(2), 7:5                                  |
| 2024 | Guido Andreozzi Miguel Ángel Reyes-Varela    | Manuel Guinard Grégoire Jacq                 | 6:4, 6:2                                     |
| 2023 | Blaž Rola Nino Serdarušić                    | Simone Bolelli Andrea Vavassori              | 4:6, 7:6(2), 15–13                           |
| 2022 | Simone Bolelli Fabio Fognini                 | Lloyd Glasspool Harri Heliövaara             | 5:7, 7:6(6), 10–7                            |
| 2021 | Fernando Romboli David Vega Hernández        | Tomislav Brkić Nikola Ćaćić                  | 6:3, 7:5                                     |
| 2020 | Turniej anulowano z powodu pandemii COVID-19 | Turniej anulowano z powodu pandemii COVID-19 | Turniej anulowano z powodu pandemii COVID-19 |
| 2019 | Robin Haase Philipp Oswald                   | Oliver Marach Jürgen Melzer                  | 7:5, 6:7(2), 14–12                           |
| 2018 | Robin Haase Matwé Middelkoop                 | Roman Jebavý Jiří Veselý                     | 6:4, 6:4                                     |
| 2017 | Guillermo Durán Andrés Molteni               | Marin Draganja Tomislav Draganja             | 6:3, 6:7(4), 10–6                            |
| 2016 | Martin Kližan David Marrero                  | Nikola Mektić Antonio Šančić                 | 6:4, 6:2                                     |
| 2015 | Máximo González André Sá                     | Mariusz Fyrstenberg Santiago González        | 4:6, 6:3, 10–5                               |
| 2014 | František Čermák Lukáš Rosol                 | Dušan Lajović Franko Škugor                  | 6:4, 7:6(5)                                  |
| 2013 | Martin Kližan David Marrero                  | Nicholas Monroe Simon Stadler                | 6:1, 5:7, 10–7                               |
| 2012 | David Marrero Fernando Verdasco              | Marcel Granollers Marc López                 | 6:3, 7:6(4)                                  |
| 2011 | Simone Bolelli Fabio Fognini                 | Marin Čilić Lovro Zovko                      | 6:3, 5:7, 10–7                               |
| 2010 | Leoš Friedl Filip Polášek                    | František Čermák Michal Mertiňák             | 6:3, 7:6(7)                                  |
| 2009 | František Čermák Michal Mertiňák             | Johan Brunström Jean-Julien Rojer            | 6:4, 6:4                                     |
| 2008 | Michal Mertiňák Petr Pála                    | Carlos Berlocq Fabio Fognini                 | 2:6, 6:3, 10–5                               |
| 2007 | Lukáš Dlouhý Michal Mertiňák                 | Jaroslav Levinský David Škoch                | 6:1, 6:1                                     |
| 2006 | Jaroslav Levinský David Škoch                | Guillermo García-López Albert Portas         | 6:4, 6:4                                     |
| 2005 | Jiří Novák Petr Pála                         | Michal Mertiňák David Škoch                  | 6:3, 6:3                                     |
| 2004 | José Acasuso Flávio Saretta                  | Jaroslav Levinský David Škoch                | 4:6, 6:2, 6:4                                |
| 2003 | Álex López Morón Rafael Nadal                | Todd Perry Thomas Shimada                    | 6:1, 6:3                                     |
| 2002 | František Čermák Julian Knowle               | Albert Portas Fernando Vicente               | 6:4, 6:4                                     |
| 2001 | Sergio Roitman Andrés Schneiter              | Ivan Ljubičić Lovro Zovko                    | 6:2, 7:5                                     |
| 2000 | Álex López Morón Albert Portas               | Ivan Ljubičić Lovro Zovko                    | 6:1, 7:6                                     |
| 1999 | Mariano Puerta Javier Sánchez                | Massimo Bertolini Cristian Brandi            | 3:6, 6:2, 6:3                                |
| 1998 | Neil Broad Piet Norval                       | Jiří Novák David Rikl                        | 6:1, 3:6, 6:3                                |
| 1997 | Dinu Pescariu Davide Sanguinetti             | Dominik Hrbatý Karol Kučera                  | 7:6, 6:4                                     |
| 1996 | Pablo Albano Luis Lobo                       | Ģirts Dzelde Udo Plamberger                  | 6:4, 6:1                                     |
| 1995 | Luis Lobo Javier Sánchez                     | David Ekerot László Markovits                | 6:4, 6:0                                     |
| 1994 | Diego Pérez Francisco Roig                   | Karol Kučera Paul Wekesa                     | 6:2, 6:4                                     |
| 1993 | Filip Dewulf Tom Vanhoudt                    | Jordi Arrese Francisco Roig                  | 6:4, 7:5                                     |
| 1992 | David Prinosil Richard Vogel                 | Sander Groen Lars Koslowski                  | 6:3, 6:7, 7:6                                |
| 1991 | Gilad Blum Javier Sánchez                    | Richey Reneberg David Wheaton                | 7:6, 2:6, 6:1                                |
| 1990 | Vojtěch Flégl Daniel Vacek                   | Andriej Czerkasow Andriej Olchowski          | 6:4, 6:4                                     |